# M17 (amatörradio)

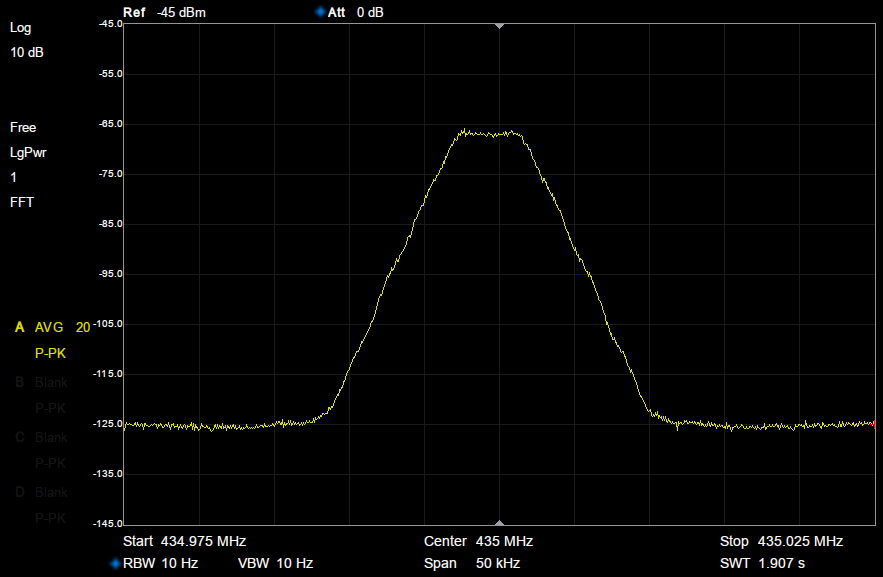
RF spektrum över M17 protokollet.

M17 är ett digitalt radioprotokoll som är utvecklat av Wojciech Kaczmarski (amatörradiosignal SP5WWP) et al. M17 är primärt utformat för röstkommunikation på amatörradio i VHF-banden och högre frekvenser. 
Projektet mottog bidrag från ARDC (Amateur Radio Digital Communications) under åren 2021 och 2022. Protokollet har integrerats i flera hårdvaru- och mjukvaruprojekt.
Under 2021 mottog Kaczmarski ARRL:s Tekniska Innovationspris för att ha utvecklat ett digtalt radioprotokoll som har lett till vidare framsteg inom amatörradio.

## Tekniska egenskaper

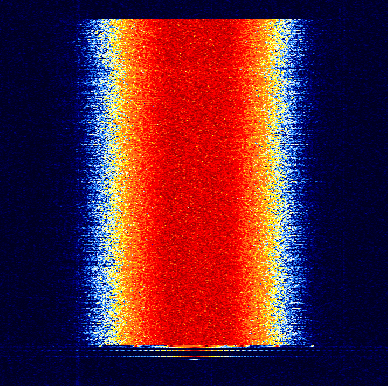
Spektrogram över sändning av M17-protokollet. Tiden är på den vertikala axeln, som för sig från botten och upp. Den 40 millisekunder långa inledningen syns i början av sändningen.

M17 använder FDMA (Frequency Division Multiple Access) där flera olika dataströmmar är frekvens-separerade och kan sändas samtidigt på olika frekvenser. Dataströmmarna stödjer 4800 symboler per sekund, 4-FSK (4-Level Frequency Shift Keying) med ett square root raised cosine filter (SRRC) som appliceras på bitströmmen. Radiokanalerna är 9kHz breda, med en total kanalbandbredd på 12.5kHz. Den totala bruttohastigheten är 9600bps (bitar per sekund), med en faktisk dataöverföringshastighet på 3200bps.
En sändning, även kallad en ''ström'', är uppdelad i 40 millisekunder långa ramar (se ''frames''), som alla föregås med en 16-bitar lång synkroniseringssekvens. En grupp av 6 ramar representerar en s.k. ''Superframe'' och behövs för att avkoda länkinformationen. Protokollet tillåter låghastighetsdata att skickas parallellt med exempelvis röstdata, ett exempel på sådan data är positionsdata i GNSS-format. M17 har med framgång använts över geostationära amatörradiosatelliter såsom EchoStar XXI och QO-100. 
Protokollspecifikationen har släppts under GNU General Public License.

## Röstkodning
M17 använder Codec 2, en talkodare för låga datahastigheter som är utvecklat av David Rowe (VK5DGR) et al. Codec 2 är primärt utformat för användning i amatörradio och andra tillämpningar där krav på en högkomprimerat tal finns. Det är baserat på linjär förutsägande kodning genom excitation med blandade harmoniska sinusvågor. Protokollet stödjer både 3200 (full hastighet) och 1600 bitar per sekund (halv hastighet).

## Felkorrigering
Tre metoder används för felkorrigering, Binary Golay code, punkterad faltningskod och bitinterleaving. Tilläggningsvis utförs XOR (Exclusive or)-beräkning mellan bitarna i strömmen och fördefinierad dekorrelerande pseudoslumpmässig ström före sändning. Detta säkerställer låg autokorrelation mellan symbolerna i basbandet. 

## Applikationsfunktioner
M17-protokollet är primärt utformat för amatörradioanvändning.
- Kodning av anropssignal: Ett 48-bits-fält för upp till 9 alfanumeriska tecken tar bort behovet för en centraliserad ID-databas.
- Kryptering:
  - Bit scrambler-kryptering: En pseudoslumpmässig binärsekvens skapas genom att kombinera en XOR-operation på ljud eller data-strömmen och ett linjärt återkopplat skiftregister som använder en av 3 återkopplingspolynom med upprepningstider på 255, 65.535 och 16,777,215 bitar.
  - AES-kryptering: 128-bit blockkrypteringschiffer som verkar i CTR-läge med användarvalbar nyckel på 128, 192 eller 256 bitar.
- Låghastighets sidokanal för korta och upprepade dataöverföringar, t.ex., GNSS-positionsuppgifter eller telemetri.
- Textmeddelanden.

## Hårdvarustöd
Med mindre hårdvarumodifikationer, kan TYT MD-380, MD-390, och MD-UV380 handhållna sändarmottagare programmeras med en egen fast programvara med öppen källkod skrivas till enheten för att ge M17-stöd.
Det finns även hårdvara såsom M17-modulen som kopplas till existerande VHF/UHF-radio för att skapa stöd för M17 på hårdvara med packetradio-stöd.

## Bryggning med andra radiomoder
Länkar mellan M17 och andra digitala talprotokoll samt internetanslutna nätverk existerar, med flera nätverk som erbjuder tillgång till M17. Protokoll som är bryggade inkluderar DMR, P25, System Fusion, D-STAR, NXDN, AllStarLink, EchoLink och IRLP. 
Bland de sätt som man en användare kan brygga mellan radiomoder finns även egna lösningar, såsom MMDVM (Multi-Mode Digital Voice Modem) för lokal bryggning där repeatrar inte är inom räckvidd.

## M17 över nätverk
Tillgångsnoder och repeatrar kan länkas med hjälp av reflektorer. Över 150 M17-reflektorer finns över hela världen (maj 2023).

## Applikationer och projekt med stöd för M17
- OpenRTX - gratis och open-source programvara för amatörradioenheter.
- WPSD - digtalt röstmjukvarupaket för personliga hotspots och repeatrar inom amatörradio.
- DroidStar - digital röstmod-klient för Android
- SDR++ - mångplattform, öppen källkod mjukvarustyrd radiomottagare
- SDRangel - mångplattform, öppen källkod mjukvarustyrd radiomottagare/sändare
- OpenWebRX - webbaserad mjukvarustyrd radiomottagare
- mrefd - M17-reflektor[18]
- rpitx - allmän radiosändare för Raspberry Pi [19]
- dsd-fme - digitalt talavkodare [20]
- mvoice - röstclient och grafisk repeaterapplikation (Raspberry Pi och Linux)[21]